# Judiska församlingen i Göteborg
Judiska församlingen i Göteborg grundades runt 1780 och är en av Sveriges tre verksamma judiska församlingar vid sidan av dem i Stockholm och Malmö. Församlingskontoret ligger på Östra Larmgatan. Församlingen har två synagogor och två begravningsplatser, varav den äldsta – den så kallade Mosaiska begravningsplatsen vid Svingeln, som är från 1790-talet, inte längre används. Församlingen är, liksom Stockholms Judiska församling, en enhetsförsamling som omfattar alla inriktningar inom judendomen.

## Historik

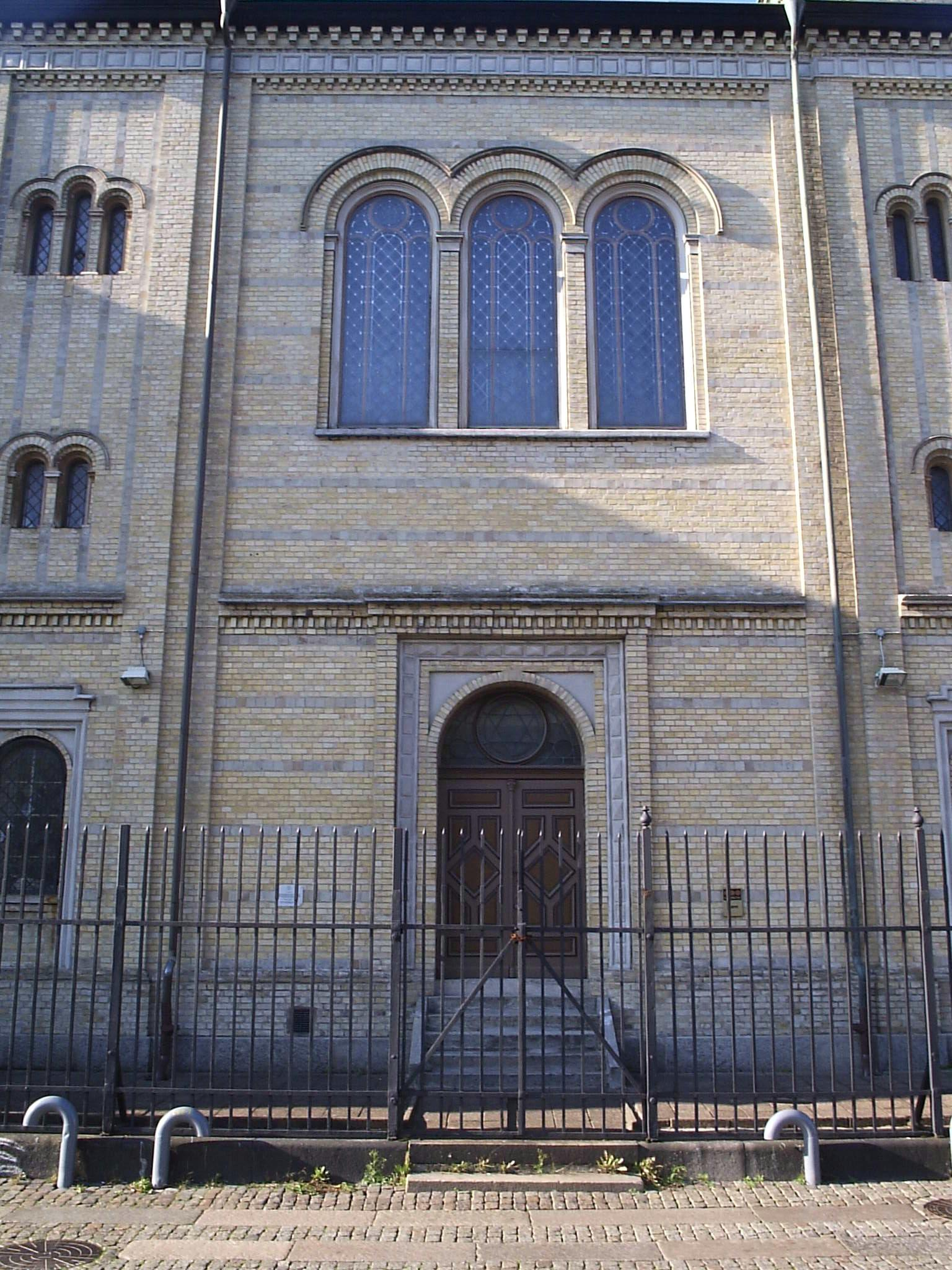
Göteborgs synagogas främre fasad.

I Göteborg hade judar ofta varit synliga under 1700-talet. Tidtals anlände en del judiska köpmän till staden för att bevista Ostindiska Compagniets auktioner. Dessa brukade dock endast vistas i staden i någon vecka åt gången, och först under 1770-talet började det anlända judar som fick tillstånd att stanna kvar på platsen och driva affärer. De så kallade "handelsjudarna" i Marstrand bedrev under denna tid livlig affärsverksamhet vid sina besök i Göteborg men tvingades alltid resa hem före kvällen, då stadsportarna stängdes.
Dessa handelsjudars besök blev allt tätare, och efterhand lyckades några av dem att förvärva bosättningsrätt i Göteborg i egenskap av "skyddsjudar". Den förste bofaste juden i Göteborg var David Abraham, som år 1780 flyttade till staden och där i sin bostad drev en liten handel med snus som han själv tillverkade.
Efter judereglementets utfärdande kom fler judar till staden, och en hel del av Marstrandsjudarna fick även medborgarrätt i Göteborg för att kunna driva sina affärer i båda städerna. Elias Magnus blev den förste judiske handlaren i Göteborg som tilldelades burskap av magistraten.
Trots de förmåner som utlovades judarna i 1782 års reglemente gick det rätt sakta med invandringen och bosättningen i Göteborg, och tre år senare fanns endast 18 judar i staden, kvinnor och barn inberäknade. När Marstrands frihamn upphörde år 1794 ändrades förhållandena dock i ett slag. Judarna tvingades nu att lämna sin första fristad och söka sig en ny uppehållsort. De flesta Marstrandsjudarna flyttade då till Göteborg, där den mosaiska församlingen nu hastigt växte. Församlingens första föreståndare var Pinches Henriques, som förrättade omskärelsen och andra rituella akter, samt Simon Elias Warburg och Lazarus Elias Magnus.
På den tomt vid Drottninggatan 30, där Frimurarelogens "bakficka" var belägen, hade "den judiska nationen" sin synagoga. Denna brann ned natten den 20 december 1802, då en stor del av Göteborg lades i aska. Efter denna händelse flyttades synagogan år 1808 till Kyrkogatan. Den förste kantorn vid synagogan i Göteborg var den från Marstrand inflyttade magister Gabriel Schlesinger. År 1838 tillsatte församlingen sin förste rabbin.
Den äldsta religiösa verksamheten i Göteborg startade 1826 som en dagskola för pojkar, som sedan utökades att även omfatta flickor. 1842 övergick denna till att enbart bli en religiös skola. 1855 reformerades församlingen från att ha varit traditionellt ortodox och är numera konservativ.[källa behövs] Samma år (1855) byggdes den stora synagogan vid Östra Larmgatan.
De ortodoxa stannade kvar på Kyrkogatan, men den församlingen upphörde senare. I stället uppstod en ny ortodox församling på 1850-talet på Bergsgatan i stadsdelen Haga. 1909 öppnades i samma stadsdel en synagoga på Kaponjärgatan 8. År 1923 flyttade den församlingen till Andra Långgatan 6. 1976 flyttade den ortodoxa synagogan, kallad "Minjen", till Storgatan. där den låg fram till 2018 då den flyttade till församlingshuset bredvid Göteborgs stora synagoga.

## Göteborgs synagoga
Göteborgs synagoga stod färdig den 12 oktober 1855 och är den tredje som byggdes i staden. Den är belägen Inom Vallgraven, med den främre fasaden mot Stora Nygatan.

## Judiska begravningsplatser i Göteborg

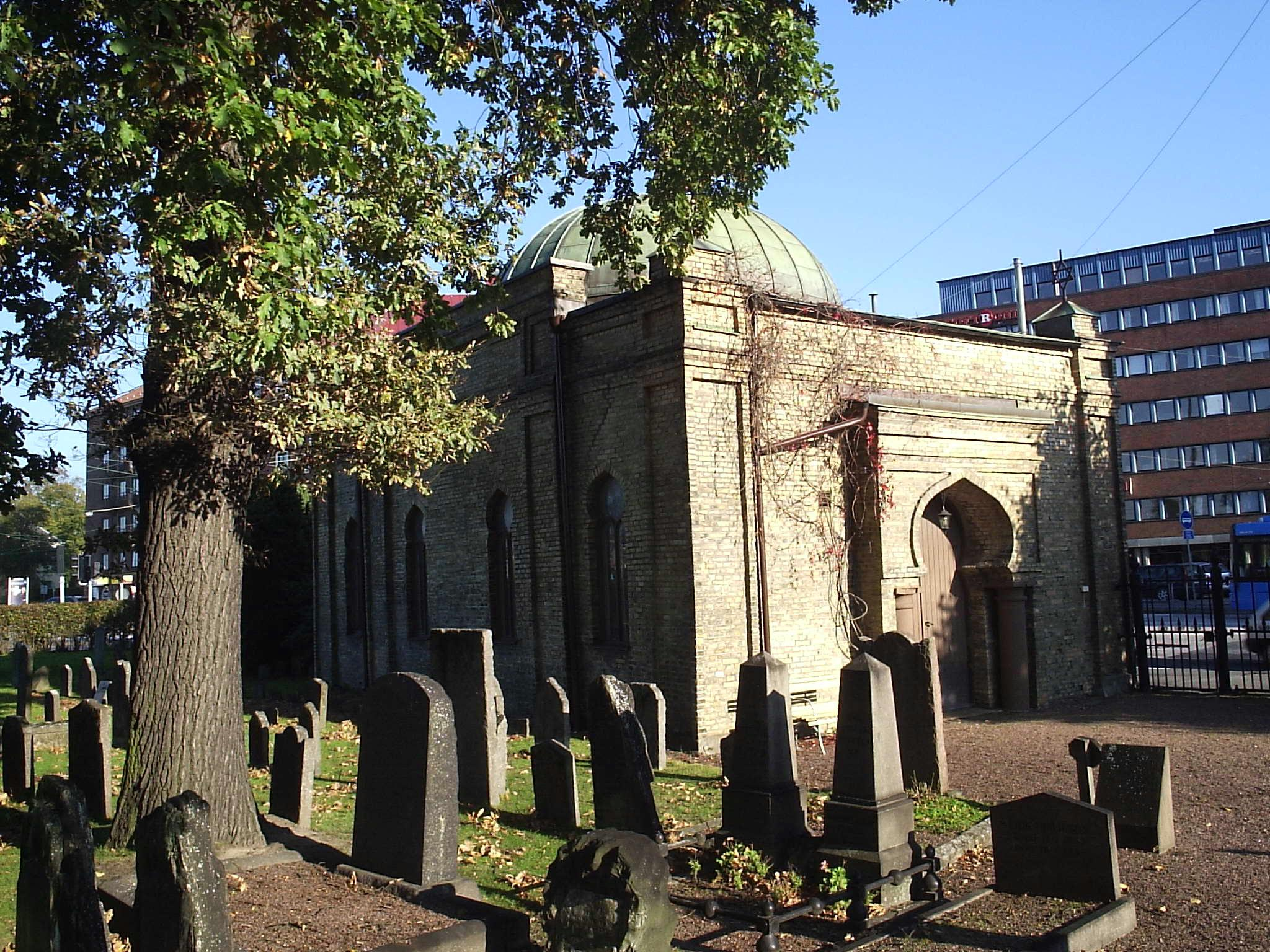
Kapellet på den judiska begravningsplatsen vid Svingeln i Göteborg.

Det finns två judiska begravningsplatser i Göteborg, den äldre Mosaiska begravningsplatsen vid Svingeln, som invigdes 1792 och den yngre vid Kålltorpsgatan intill Östra kyrkogården invigdes 1915. Kapellet på den äldre begravningsplatsen vid Svingeln är byggd i typisk så kallad morisk stil. På grund av vibrationer från den närliggande järnvägen var kapellet i relativt dåligt skick och renoverades därför under 2006–2007.

## Organister
Lista över organister.
| Verksam   | Namn         | Levnadstid | Övrigt   |
| --------- | ------------ | ---------- | -------- |
| 1856–1909 | Josef Czapek | 1825–1915  | Organist |